# Chester (Nueva Jersey)
Chester es un borough ubicado en el condado de Morris en el estado estadounidense de Nueva Jersey. En el año 2010 tenía una población de 1,649 habitantes y una densidad poblacional de 412 personas por km².

## Geografía
Chester se encuentra ubicado en las coordenadas 40°47′10″N 74°41′35″O / 40.78611, -74.69306.

## Demografía
Según la Oficina del Censo en 2000 los ingresos medios por hogar en la localidad eran de $80,398 y los ingresos medios por familia eran $106,260. Los hombres tenían unos ingresos medios de $76,772 frente a los $45,833 para las mujeres. La renta per cápita para la localidad era de $42,564. Alrededor del 5.2% de la población estaba por debajo del umbral de pobreza.